# Denitrifikáció
A denitrifikáció a nitrátok N2, N2O vagy NO alakban bekövetkező, gáz halmazállapotú nitrogénveszteségét értjük, amely általában, de nem mindig biológiai hatásra megy végbe. A denitrifikációt a következőképpen is meg szokták fogalmazni: a talaj hasznosuló nitrogénvegyületeinek redukciója.
A nitrátlégzés biológiai denitrifikációhoz vezet, melynek során N2 vagy N2O szabadul fel. A denitrifikáció vízzel telített, levegőtlen, oxigénszegény, oxigéndús (ha a talajoldatnak nagy az ammóniakoncentrációja) megy végbe. A folyamat anaerob baktériumok hatására megy végbe.
A hőmérséklet és denitrifikációs sebesség közötti összefüggést Arrhenius összefüggésével lehet leírni. A denitrifikáció optimális pH-értéke 7,0–8,0 között van.